# Desa Mantren (administrativ by i Indonesien, lat -8,11, long 111,01)
Desa Mantren är en administrativ by i Indonesien.   Den ligger i provinsen Jawa Timur, i den västra delen av landet, 500 km öster om huvudstaden Jakarta.